# 约翰·冯兰滕
约翰·冯兰滕·贝纳维德斯（Johan Vonlanthen Benavidez；1986年2月1日—）是一名瑞士足球運動員，可擔任前鋒和進攻中場，因嚴重傷病已退役。

## 早年生活
约翰·冯兰滕出生于哥伦比亚港口城市聖瑪爾塔，父亲在他出生前便不辞而别，故他由单亲母亲抚养。十二岁时，他的母亲嫁给了一名瑞士男子，之后他来到瑞士，定居弗里堡州的溫訥維爾-弗拉馬特，并取名“冯兰滕”。因此，他是瑞士和哥伦比亚双重公民。

## 俱乐部生涯

### 早年生涯
冯兰滕在青少年时期为伯尔尼年轻人队效力。2001-02赛季，他以16岁的低龄在瑞士超级联赛中首次亮相，首发8场，替补出场一次。2003年夏天，他转会到了荷甲埃因霍温俱乐部。2004年6月6日，冯兰滕首次代表瑞士國家足球隊對列支敦士登，他於81分鐘後備入替亞歷山大·費爾。2004年歐洲國家盃，禾蘭芬以18歲之齡參加，是賽事中其中一個最年輕的球員。2004年6月21日，禾蘭芬成為賽事中最年輕的進球者，打破了4日前由朗尼所創的紀錄。他给人留下了良好的初步印象，并帮助PSV获得了欧洲冠军联赛的参赛资格。在良好的第一个赛季之后，他开始失去状态，因此在2004-05赛季的最后六个月被租借到意大利球队布雷西亚。2005-06赛季，他再次被租借到NAC布雷达。

### 萨尔茨堡红牛
在2006-07赛季开始时，冯兰滕转会到奥超的萨尔茨堡红牛队。2009年7月13日，苏黎世俱乐部以租借方式签下了这位瑞士前锋。这一举动没有成为永久性转会，冯兰滕在2010-11赛季开始时回到了萨尔茨堡。

### 退役
2011年8月，冯兰滕转会到哥伦比亚甲级联赛球队內格羅河老鷹。2012年5月30日，冯兰滕宣布他在26岁时退役。据他说，他“无法面对接受膝关节手术的前景”。
2013年6月13日，冯兰滕退役后加入了草蜢队，签订了一份为期一年的合同，并有两年的续约权。2013年12月27日，由于在草蜢队得不到上场机会，冯兰滕被租借到瑞士挑戰聯賽球队沙夫豪森。
在为韦尔俱乐部效力两年后，他于2018年8月退役。

## 国家队生涯
冯兰滕的继父是瑞士国民，这使他有权利为该国效力。
2004年6月6日，冯兰滕在瑞士国家队对阵列支敦士登的比赛中首次亮相。他在第81分钟替补上场，替换了亚历山大·弗雷。瑞士队最终以1-0击败列支敦士登。
在2004年欧洲杯上，冯兰滕在对阵英格兰的比赛中替补出场，成为比赛中第二年轻的球员。2004年6月21日，冯兰滕在对法国队的比赛中扳平比分，成为欧洲锦标赛有史以来最年轻的进球者，比韦恩-鲁尼的纪录——四天前才创造的——多了三个月。
自葡萄牙欧锦赛以来，冯兰滕已经成功地在国家队中占据了一个固定的位置，同时也经常在U21比赛中出场。他是在2009年欧锦赛上以非常微弱的优势输给西班牙队的队伍中的一员。他在第一轮比赛中打进了扳平比分的进球，但西班牙队在第二轮比赛中以3比1获胜，总比分4比3。
冯兰滕被召入瑞士队参加2006年世界杯，但由于腿筋受伤而未能参加。他还被征召参加2008年欧洲杯。

## 外部連結
- 禾蘭芬官方網頁 （页面存档备份，存于）
- News about Vonlanthen in the Swiss Newspapers （页面存档备份，存于）